# 延命寺 (愛知県南知多町)
延命寺（えんめいじ）は、愛知県知多郡南知多町師崎に所在する仏教寺院。曹洞宗の禅寺。山号は亀翁山（きおうざん）。本尊は地蔵菩薩（延命地蔵）。近くには羽豆岬、師崎港、師崎漁港市場がある。

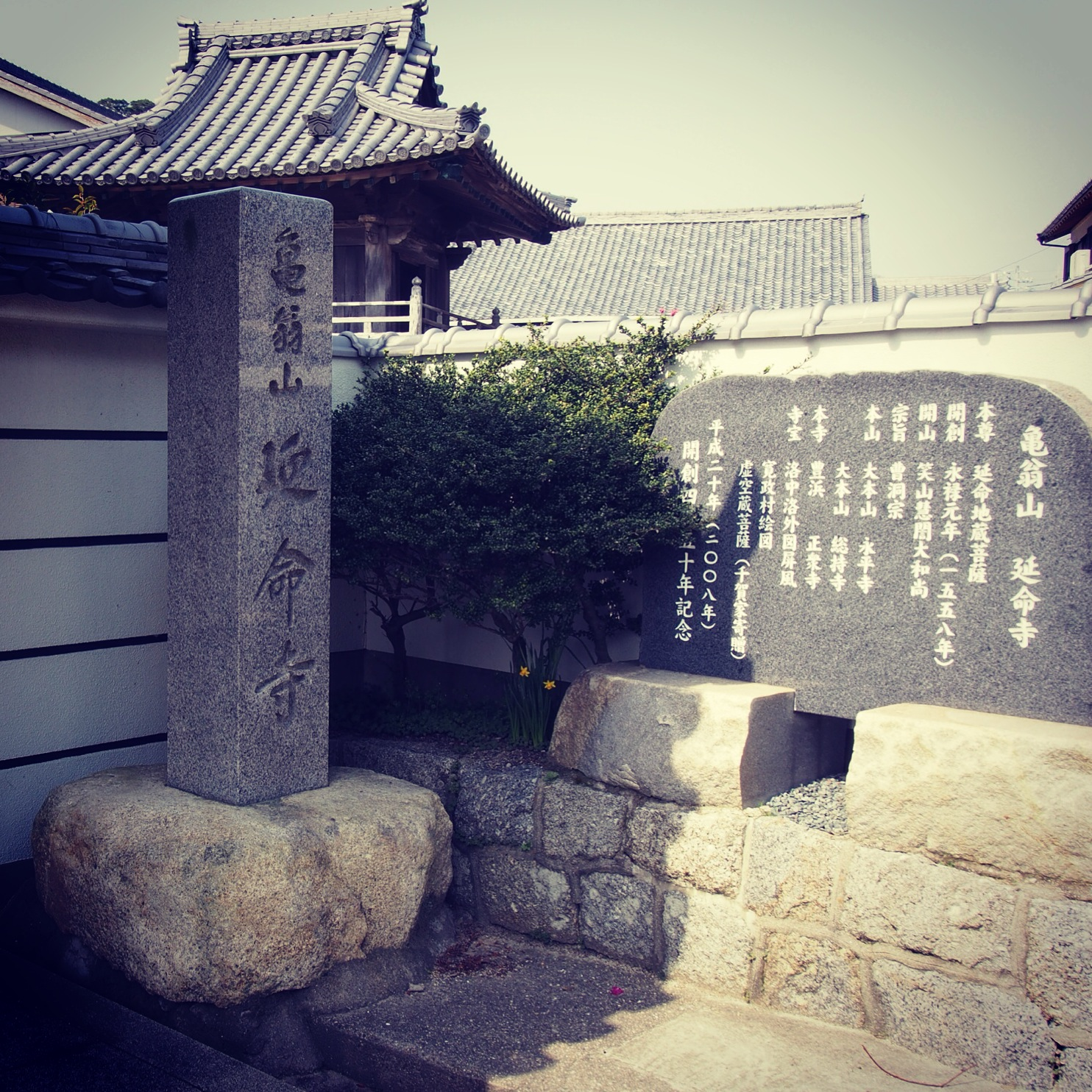
山門脇石標

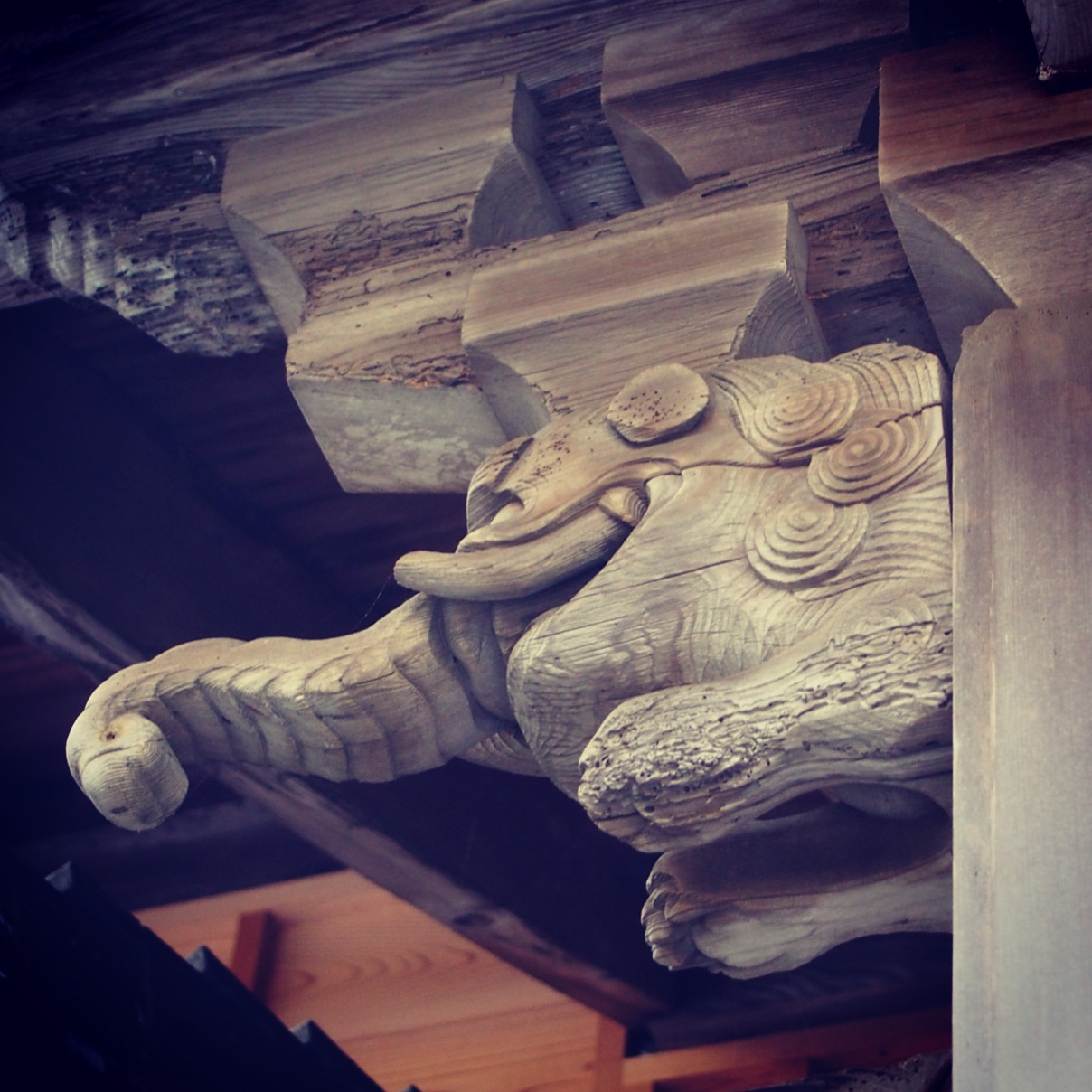
木鼻

## 概要
- 本尊：地蔵菩薩（延命地蔵）
- 開山：1558年(永禄元年)
- 霊場：南知多三十三観音十五番、四国直伝弘法八十八ヶ所霊場四十五番
- 法要会：大般若(2月1日)、春彼岸、花祭り(5月8日)、秋彼岸、施食会(8月12日/14日/16日:午前)、除夜会(12月31日)
- 墓地併設

## 文化財
京都の市街（洛中）と郊外（洛外）の景観や風俗を描いた『洛中洛外図屏風』（延命寺本）を所有。知多半島水軍の将・稲生重政の戦利品。大坂の陣で奪取した豊臣方の御座船に匿われていた姫御前とともに領主千賀家に上納され、延命寺に預けられたと伝えられている。落款がなく、作者が特定されていない。詳細な制作時期も歴史研究者の考察対象となっている。制作時期の考察でポイントとみられているのは「二条城」と「北野天満宮」。造営、増築などにより建物の特徴や構成が年々刻々変化しているため、描写風景が制作時期の判断を分けることになる 。

### 洛中洛外図屏風（延命寺本）
- 制作：慶長期 1596-1615年
- 形態：六曲一双

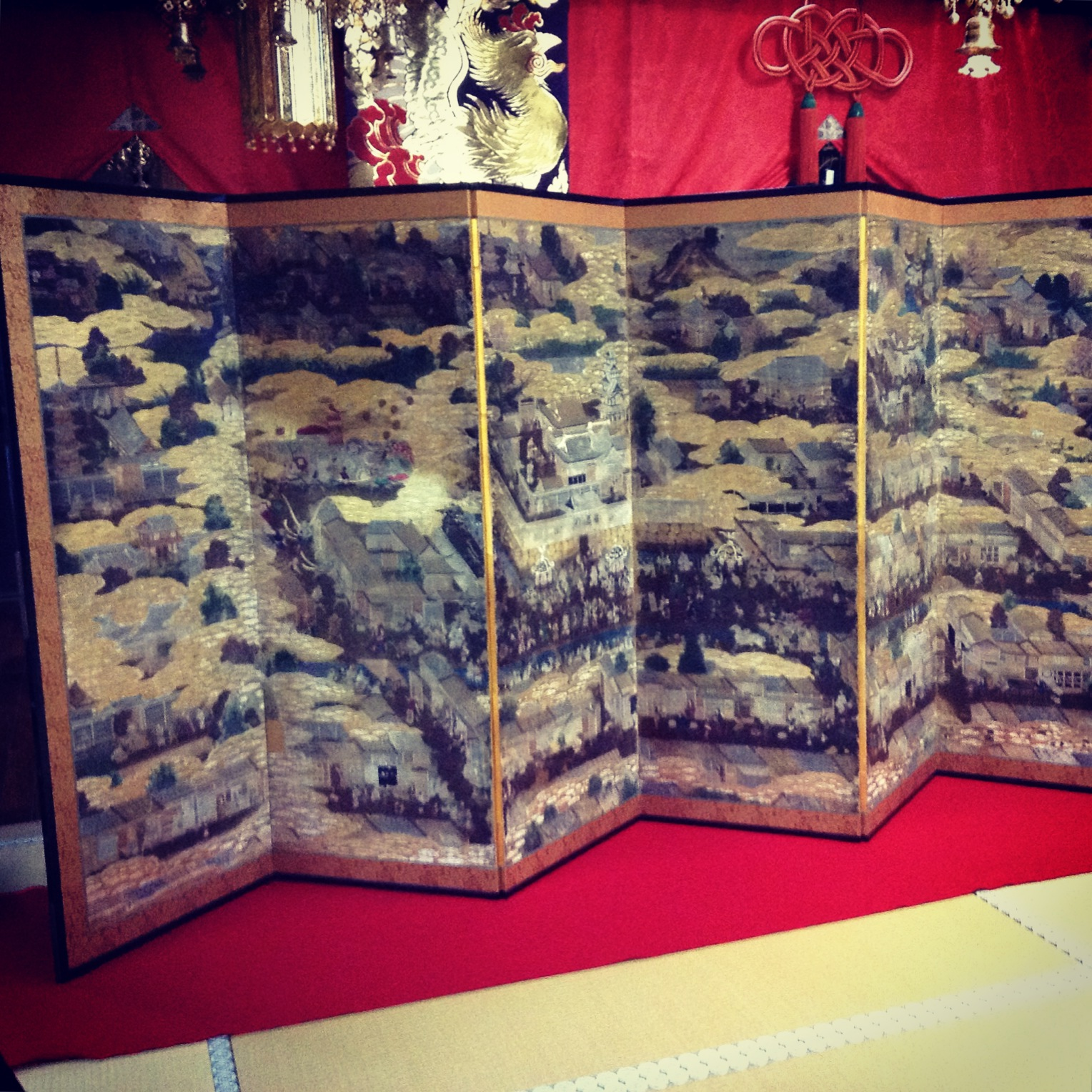
洛中洛外図屏風 延命寺本

- サイズ：高さ5尺(横幅　左双：横約1.5メートル、右双：横約1.5メートル)
- 特徴
  - 右双には洛東の、左双には洛西の、名所、寺院仏閣や公家屋敷、町家が描かれた、全体に金箔が施された紙本金地着色、六曲一双の屏風。
  - 右双に鴨川、左双に桂川、渡月橋が配置され、右双左双を通し「祇園の御霊会=祇園祭」の山鉾、御神輿の行列が流れる。行列には、武士、町人、商人、南蛮人など多彩な人物が描きこまれ、牛、馬、犬の家畜、御土居も見られる。
  - 全面を金泥の雲が覆う豪華さと、人物や建物、建材や布地などの描き分けが繊細な作品となっている。

描かれている名所と描写、制作時期を判断する建築物 。
- 伏見稲荷大社
- 泉涌寺
- 東福寺
- 四条舞台
- 東本願寺
- 三十三間堂
- 豊国廟：豊臣秀吉を祀った神社。社殿、御供所、鐘楼、舞殿、経楼が描写
- 方広寺：天台宗寺院。豊臣秀吉発願の大仏を安置するため1595年(文禄4年)に創建
- 清水寺
- 六波羅密寺
- 建仁寺
- 仏光寺
- 法観寺五重塔(八坂塔)
- 高台寺：臨済宗建仁寺派寺院。高台寿聖禅寺。1605年(慶長10年)に開山堂が建立
- 祇園社(八坂神社)
- 知恩院
- 南禅寺
- 吉田神社
- 御所(京都御所)
- 下賀茂神社
- 相国寺：臨済宗相国寺派大本山。本堂は1605年(慶長10年)に建立
- 鞍馬寺
- 大徳寺
- 上賀茂神社
- 今宮神社：1593年(文禄2年)に御旅所を再興
- 妙蓮寺：本門法華宗大本山。1587年(天正15年)、豊臣秀吉の命により移転、造営
- 仁和寺
- 愛宕神社
- 妙心寺
- 北野神社（北野天満宮）：1607（慶長12年）に豊臣秀頼により建立された中門、回廊、東門などが描かれていない
- 金閣寺
- 二条城：徳川家康により1603年（慶長8年）に築城
- 清凉寺釈迦堂
- 天龍寺
- 松尾大社
- 西本願寺：浄土真宗本願寺派本山、龍谷山本願寺。1591年（天正19年）、大坂天満から移転、造営
- 東寺

描かれている祇園祭の山鉾：描写と位置 。
- 月鉾：鉾頭に三日月（寺町通り）
- 菊水鉾：鉾頭に菊花（東洞院通り）
- 鶏鉾：中国の史話「諫鼓」が題材（東洞院通り）
- 函谷鉾：中国の故事「函谷関の鶏鳴」が題材（東洞院通り）
- 長刀鉾：鉾先に長刀（東洞院通り）
- 出陣鉾船：船形をしている（烏丸通り）
- 鯉山：ご神体が鯉（寺町通り）
- 蟷螂山：中国の故事「蟷螂の斧」が題材（四条通り）
- 放下鉾：頭鉾に日月星（烏丸通り）
- 浄妙山：平家物語「宇治川の合戦」が題材（三条通りから寺町通り）
- 鈴鹿山：「長刀を持つ瀬織津姫神」が神体（東洞院通り）
- 郭巨山：「郭巨・童」が神体（三条通り）
- 中御座六角神輿（堀川通り）
- 東御座方形神輿（堀川通り）
- 西御座八角神輿（堀川通り）

### その他の文化財
- 虚空蔵菩薩 - 千賀家による寄贈。
- 寛政村絵図 - 南知多町指定文化財[5]。

### 書院
延命寺には、明治の小説家小栗風葉が逗留した書院が残されている。小栗風葉は、1875年（明治8年）、愛知県半田市生まれの小説家（1926年（大正15年）没）。文学に志を持ち尾崎紅葉に入門。幸田露伴や田山花袋らとの交流もあった。尾崎紅葉が亡くなると、未完であった『金色夜叉』の続き『終編金色夜叉』を執筆した。哲学者・梅原猛は小栗風葉の甥（梅原の義母が小栗風葉の妹）。この縁により、梅原は延命寺を訪れ「小栗風葉没後80年」記念碑の除幕に立ち会った。記念碑の「無為」は梅原の揮毫による。「無為」は1910年に『中央公論』で発表された小栗風葉の小説。師崎と延命寺を舞台にした物語で、集落にあった旅館や食堂、岬の風景が描写されている。

## 延命寺の歴史と逸話

### 延命寺と「尾張藩千賀家」
知多半島尖端の羽豆岬は、伊勢湾と三河湾が交わり、伊勢にも近く外洋にも出やすい尾張藩にとっての軍事と商業の要所だった。羽豆岬には羽豆岬（幡豆岬）城が置かれ、尾張藩の船奉行を務めた千賀家が護りに就いた。また千賀家一族の屋敷があったのが現在の延命寺山門前とその背景の丘の麓であった。現在でも、延命寺の丘（墓地）を登ると羽豆岬と師崎の集落が見渡せる。千賀家は、1562年（永禄5年）に千賀重親が徳川家康から船奉行を命ぜられ伊勢湾および三河湾の警固のため羽豆岬城へ入った。徳川家康の関東入りに伴い千賀家は一旦伊豆に移るが、再び羽豆岬に戻る。関ヶ原の戦いの後は羽豆岬城を破却しその古材で師崎の集落（延命寺の丘麓周辺）に屋敷を築き住んだ。延命寺は千賀家の菩提寺（衆寮）だが、千賀家歴代墳墓は南知多町豊浜の曹洞宗池水山正衆寺にある(『尾張群書系図部集』第1巻(加藤国光 編集)より)。師崎は、古くから鯨漁が行われていた地。鯨の漁をする「鯨師（げいし）の岬」＝「師崎」。師崎の鯨漁は千賀家により推奨され発展した。師崎は日本の捕鯨の発祥地とされている（諸説あり）。文献は『西海鯨鯢記』（1720年・享保5年）、『張州雑誌』（熱田神宮史料）。詳しくは小松正之『歴史と文化探訪 日本人とくじら』（ごま書房）にある。

### 延命寺と「大坂の陣」
亀崎（半田市亀崎町）の水軍の将・稲生重政は1614年（慶長19年）、大坂の陣に船団を率い参戦。大阪木津川の中州（博労淵）で豊臣軍と対峙した（博労淵の戦い）。その後、豊臣方の御座船をおさえ、大坂丸（『洛中洛外図屏風』を収蔵）をはじめとする敵船を奪取。稲生重政は高い戦功をあげ、徳川家康から直接褒美を賜るなど武勇をとどろかせた。稲生重政は母の実家である千賀家（師崎の領主）に身を置き、師崎の丘から眺める海を好み、大坂の陣以降を師崎の地で過ごす。遺言通り稲生重政の墓は延命寺の海の見える高台に置かれ、現在もその場に建っている。その場から、天気の良い日は富士山を見ることができる。

### 延命寺と「玉姫」の秘話
大坂の陣の武功により、稲生重政が持ち帰ったのが『洛中洛外図屏風』。同じく豊臣方の大坂丸に匿われていた姫御前を師崎に連れて帰り、その美しさから「玉姫」と呼んだ。稲生重政は玉姫を延命寺で世話をすることにしたが、隙をつかれ玉姫は隠し持っていた懐刀で喉を突き自害して果てる。稲生重政は「姫塚」を建て懐刀とともに玉姫を埋葬した。現在も延命寺の境内に五輪塔の「姫塚」は建っている。

### 延命寺と小説家小栗風葉・広津和郎
延命寺には、明治から大正期の小説家が逗留している。ひとりは、明治期の小説家・小栗風葉。尾崎紅葉に師事し、『金色夜叉』の続編を書き上げるなどで活躍。小説『無為』『極光』など、延命寺書院で執筆活動をしたとされている。もうひとりは、大正期の小説家広津和郎。広津和郎自身が父親が病気療養する師崎を訪れ、羽豆岬などを散策した心象が、小説『崖』で描かれている。